# برونو راميريز
برونو راميريز (بالبرتغالية: Luiz Fernando‏) (18 مارس 1994 بميناس جرايس في البرازيل - ) هو لاعب كرة قدم برازيلي في مركز الوسط. لعب مع نادي كروزيرو.

## وصلات خارجية
- برونو راميريز على موقع قاعدة بيانات كرة القدم.إي يو (الإنجليزية)
- برونو راميريز على موقع Soccerway.com (الإنجليزية)
- برونو راميريز على موقع عالم كرة القدم.نت (الإنجليزية)